# Pennahia argentata
Pennahia argentata és una espècie de peix de la família dels esciènids i de l'ordre dels perciformes present a l'oceà Pacífic nord-occidental: el Japó, la Xina i Corea.
És un peix de clima temperat (32°N-23°N) i bentopelàgic que viu entre 20-140 m de fondària.
Els mascles poden assolir 40 cm de longitud total. Tenen 25 vèrtebres.
Menja peixets i invertebrats.
A Corea és depredat per Lophius litulon i al Japó per Triakis scyllium.
Es comercialitza fresc i assecat.
És inofensiu per als humans.